# Lajar Muzuris
Leônidas Lajar Castelha Muzuris (Grécia, 12 de abril de 1928 – Rio de Janeiro, 2 de novembro de 2003) foi um ator, comediante, dançarino e acrobata grego naturalizado brasileiro.

## Biografia
O ator veio para o Brasil ainda jovem e trabalhou durante muito tempo no Teatro Tablado, no Rio de Janeiro. Estreou na TV Globo em 1969, fazendo sua primeira aparição na televisão. Fez papéis dramáticos, mas tinha uma preferência e um tipo ideal para papéis cômicos e se tornou um ator frequente em novelas de Dias Gomes e Janete Clair. Lajar Muzuris também atuou no cinema fazendo filmes de grande sucesso. 
Faleceu em 2003 por falência múltipla dos órgãos aos 75 anos.

## Filmografia

### Televisão
- 1969 - A Ponte dos Suspiros[1] - Cônego Montini
- 1970 - Verão Vermelho - Salim
- 1970 - Assim na Terra como no Céu[1] - Konstantopulus
- 1971 - Bandeira 2[1] - Almerindo
- 1972 - Jerônimo, o Herói do Sertão - Dr. Otoniel
- 1974 - O Rebu[1] - Fininho
- 1975 - O Noviço - Zé Piaba
- 1975 - O Grito[1] - Humberto
- 1976 - Saramandaia[1] - Maestro Totó
- 1977 - Cinderela 77 - Tadeu
- 1977 - Sítio do Picapau Amarelo[1] - Indio Harú
- 1979 - Pai Herói[1] - Coxo
- 1980 - Coração Alado[1] - Joel
- 1982 - Sétimo Sentido[1] - Domingos
- 1984 - Amor com Amor Se Paga[1] - Tonicão
- 1985 - A Gata Comeu[1]
- 1988 - O Primo Basílio[1] - Visconde Andreolli
- 1989 - O Sexo dos Anjos - Seu Roney
- 1992 - Anos Rebeldes[1] - Bertoni Quintanilha

### Cinema
Filmes com participação de Lajar Muzuris:
- 1968 - Bonga, o Vagabundo
- 1971 - Jesus Cristo Eu Estou Aqui
- 1972 - O Supercareta
- 1972 - Independência ou Morte
- 1973 - Um Edifício Chamado 200
- 1973 - As Moças daquela Hora
- 1975 - O Esquadrão da Morte
- 1977 - Empregada para Todo o Serviço
- 1980 - O Convite ao Prazer
- 1982 - O Sonho não Acabou